# Appam
L'Appam (in malayalam അപ്പം, ˈaːppam), o hopper, è una sorta di pane, simile ad un pancake, facente parte della cucina dello stato indiano di Kerala e dello Sri Lanka, e diffusa in tutta l'Asia meridionale e nell'Oceania, soprattutto in Malaysia. Viene comunemente consumato come contorno durante i pasti o per colazione.

## Preparazione
Appum o aapum - la pronuncia varia da regione a regione - è un termine equivalente a pane. Si tratta infatti di un pane a base di pastella di riso, cotto su una piastra di pietra chiamata in alcune zone "Kallappam", dove kall (in tamil க‌ள்) intende il ponce usato per la fermentazione. Viene infatti chiamato anche appa kal, che significa muffa.

## Varianti

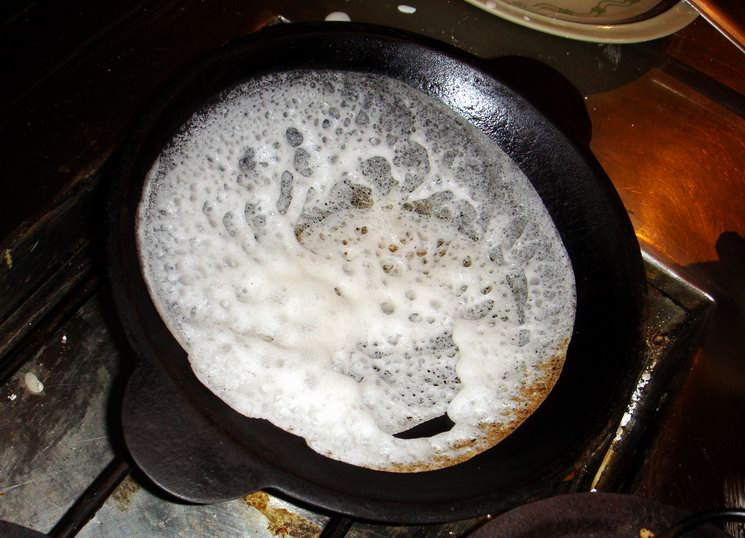
Un appam viene cotto in padella a Kerala.

- Plain hoppers a base di farina di riso fermentata. Devono la forma a "ciotola" alla piccola padella in cui vengono cotti, l'Appachatti. Dal sapore abbastanza blando, vengono serviti con condimenti di spezie. Sono fatti con una pastella preparata con riso, lievito, sale e un po' di zucchero. Dopo aver fatto riposare la mistura per qualche ora può essere fritta con un goccio d'olio alimentare. Nel nord del Tamil Nadu viene solitamente servito con latte di cocco e zucchero, mentre nelle zone del Kerala viene servito con il Kadala (una salsa al curry di ceci), carne di montone e verdure stufate o uova fritte.
- Egg hoppers, come i plain hoppers ma vi viene rotto un uovo dentro che viene cotto.
- Milk hoppers, in cui viene aggiunto un cucchiaino di latte di cocco o crema di cocco nell'impasto. A cottura ultimata il centro è solido al tatto, ma è rimasto soffice e dolce come il latte di cocco.
- Honey hoppers, ovvero appam croccanti nel cui impasto è stata aggiunta una buona dose di melassa di palma. Viene a volte servito con un'aggiunta di jaggery, uno zucchero locale, per renderlo ancora più dolce.
- String hopper, o idiyappam (iʈijapːam), preparato con noodles di riso arricciati tramite spirali di metallo. Viene servito solitamente per colazione assieme ad un leggero strato di curry di pesce o di pollo, contenente solo un pezzo o due di carne. Altre volte viene servito con del dal (piatto a base di lenticchie), sambal piccante (tipica salsa chili indonesiana) o salsa chutney. L'impasto viene preparato con farina di riso al vapore, acqua e un po' di sale. Viene poi impastato come se per preparare la pasta fresca italiana, al fine di tagliare l'impasto in stringhe e dargli l'aspetto di spaghetti molto grossi. Vengono poi cotti al vapore e serviti generalmente a colazione o come contorno per cena. Il piatto si presta a molte varianti, come lo String hopper Biryani, aggiungendo uova strapazzate o verdure[1]. Nelle zone del Tamil Nadu, è molto comune l'Idiyappam Paaya, una zuppa di stinco di capra e noci di cocco.

- Pesaha appam (chiamato anche inri appam o indri appam in riferimento al titulus crucis), viene consumato dai Malabar Nasrani (gruppo etnico siriano di fede cristiana emigrati in Kerala) durante il Pesach, la pasqua ebraica. Questo tipo di appam viene immerso nello sciroppo prima di essere servito[2]

La parola Appam è spesso riferita anche ad un altro snack dolce indiano, il neyyappam, che nasce negli stati del Tamil Nadu e di Kerala. L'impasto di base è composto da farina di riso, zucchero jaggery e burro ghee. Nella variante unni appam vengono mescolate delle Musa paradisiaca, una variante di colore verde della banana, nella pastella. Sia il neyyappam che l'unni appam sono consumati durante le festività religiose, come il Gokulashtami, il compleanno della dea hindu Krishna.
La presenza della cultura Tamil in Malaysia ha negli anni aumentato la popolarità dell'appam. Appam è infatti anche un termine con cui si indica genericamente una sorta di torta a forma di ciotola preparata a base di farina di riso e consumata assieme a noci di cocco triturate. Anche i string hopper sono molto popolari in Malesia, qui chiamati putumayman, e vengono venduti per strada su motociclette appositamente modificate. Vengo serviti con gula Melaka, un tipo di zucchero di palma grattugiato, e noci di cocco triturate. Gli indiani malesi tendono però a prepararseli per conto proprio, consumandoli con varie salse curry o dal.